# Dobricz (obwód Chaskowo)
Dobricz (bułg. Добрич) – wieś w południowej Bułgarii, w obwodzie Chaskowo, w gminie Dimitrowgrad.
Wioska Dobricz jest położona w odległości 7 km od Dimitrowgradu. Przez wieś przepływa rzeka Banska.
Do zabytków Dobricza należy cerkiew pw. św. Iwana Riłskiego i monaster pw. Wniebowzięcia Najświętszej Maryi Panny.